# خانه مشروطه (تبریز)

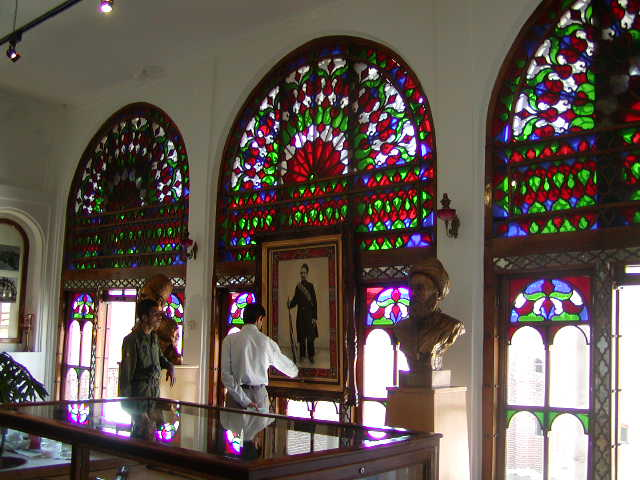
داخل خانهٔ مشروطه.

خانهٔ مشروطه، یکی از خانه‌های تاریخی و موزه‌های شهر تبریز است که در محله راسته‌کوچه واقع در غرب بازار تبریز قرار گرفته‌است. این بنا به سبک معماری دورهٔ قاجار ساخته شده و ملک شخصی مهدی کوزه‌کنانی بوده‌است. این بنا در تاریخ ۲۱ مهر ۱۳۵۴ به شمارهٔ ۱۱۷۱، در فهرست آثار ملی ایران ثبت شده و در سال ۱۳۶۷(ش) به تملک رسیده‌است.

## پیشینه
بزرگان آذربایجان پس از به توپ بسته شدن مجلس شورای ملی توسط محمدعلی شاه قاجار در خانهٔ حاج مهدی کوزه‌کنانی جمع شده و به همفکری می‌پرداختند. همچنین این مکان محل تشکیل نشست‌های انجمن تبریز و مرکز فرماندهی مجاهدان در طی محاصرهٔ ۱۱ ماههٔ تبریز و نیز مرکز تصمیم‌گیری برای پایین‌آوردن پرچم‌های تسلیم در برابر شاه قاجار بوده‌است. از افراد مهمی که در این مکان به فعالیت و همفکری پرداخته‌اند می‌توان ستارخان، باقرخان، ثقةالاسلام تبریزی، حاجی میرزا آقا فرشی و بنیان‌گذار این مجموعه، حاج مهدی کوزه‌کنانی را نام برد.
این مکان به سفارش حاج مهدی کوزه‌کنانی در سال ۱۲۴۷ تأسیس شد. این خانه دارای دو طبقه با بخش‌های اندرونی و بیرونی می‌باشد که با سبک معماری دوران قاجاریه بنا شده‌اند. حاج مهدی تاجری در بازار تبریز بود. با اوجگیری نوای مشروطه‌خواهی در شهر تبریز، حاج مهدی به مشروطه‌خواهان پیوسته و یکی از اصلی‌ترین پشتیبانان مالی انقلاب مشروطه شد. او این خانه را برای تشکیل جلسه سران مشروطه و چاپ و پخش اعلامه‌های ضد حکومت قاجار در اختیار مشروطه‌خواهان گذاشت. این خانه پس از جنگ دوم جهانی و اشغال آذربایجان توسط ارتش سرخ شوروی، در سال‌های ۱۳۲۴ و ۱۳۲۵ مرکز اجلاس سران فرقه دمکرات آذربایجان گردید.

## معماری
این بنا در حدود تاریخ ۱۲۴۷ هجری خورشیدی (۱۸۶۸ میلادی) توسط حاج ولی معمار تبریزی ساخته شده‌است.
«حاج ولی معمار» معمار تبریزی که ساکن روسیه بود، در سال ۱۲۴۷ خورشیدی و پس از بازگشت به ایران، بنای خانهٔ مشروطه را بنیان نهاد. این بنا با ۱۳۰۰ متر مربع مساحت، در دو طبقه ساخته شده‌است. از ویژگی‌های منحصر به فرد خانهٔ مشروطه می‌توان به پنجره‌های ارسی، درب‌های منبت‌کاری‌شده، غلام‌گردش، کلاه‌فرهنگی و نورگیر اشاره کرد. تمامی پنجره‌های بیرونی خانه ارسی‌های تمام قدی می‌باشند که با رنگ‌های سرخ و سبز و سفیدشان بازی نور و رنگ را از درون خانه دیدنی‌تر می‌کنند.

## آثار نمایش داده شده
تندیس‌هایی از حسین‌خان باغبان، حاج علی دواچی، ثقةالاسلام تبریزی، حاج علی ختایی، هوارد باسکرویل، کربلایی علی موسیو، شیخ علی اصغر لیلاوایی، آخوند خراسانی، علی اکبر دهخدا و زینب پاشا (تنها زن در صفوف مشروطه خواهان) به همراه مهرهای مختلف گروه‌های انقلابی از اشیاء تاریخی خانه مشروطه می‌باشند.
موزهٔ مشروطه نیز پس از ایجاد تغییراتی در تالارها و اتاق‌های خانهٔ مشروطه و به نمایش درآوردن اسناد تاریخی مربوط به انقلاب مشروطه در سال ۱۳۷۵ خورشیدی تأسیس شده‌است. از مهم‌ترین آثار تاریخی این موزه می‌توان به سلاح کمری ستارخان، فرش مشروطه، وسایل شخصی سران مشروطه و دیگر مدارک مرتبط با انقلاب مشروطه اشاره کرد.

## نگارخانه

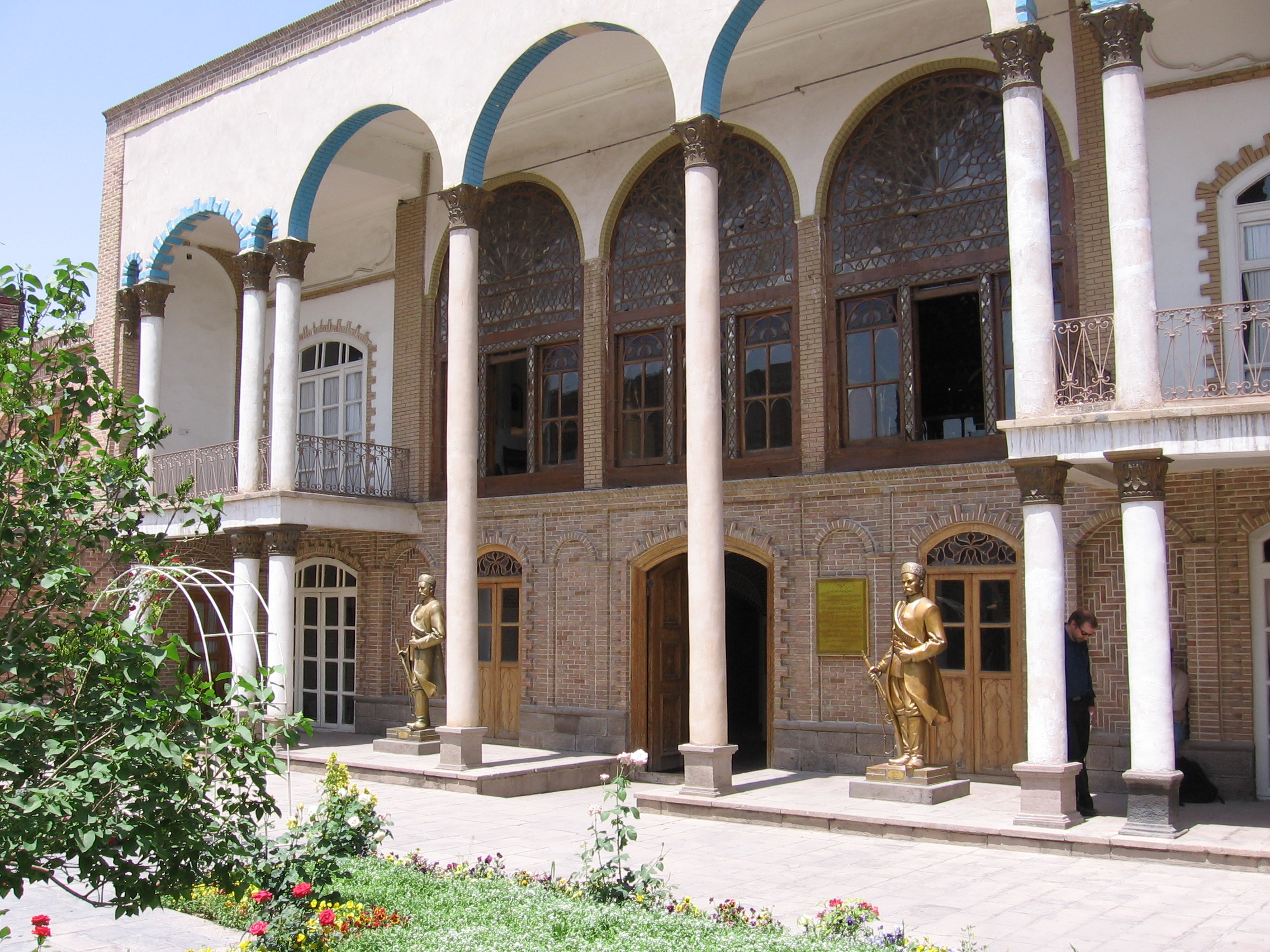
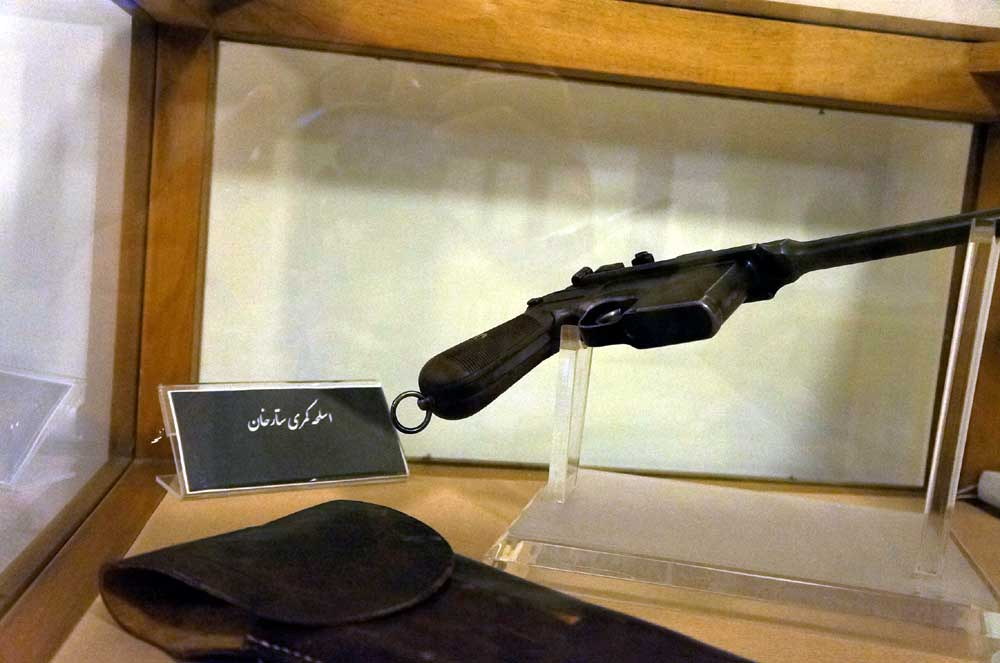
اسلحه کمری ستارخان
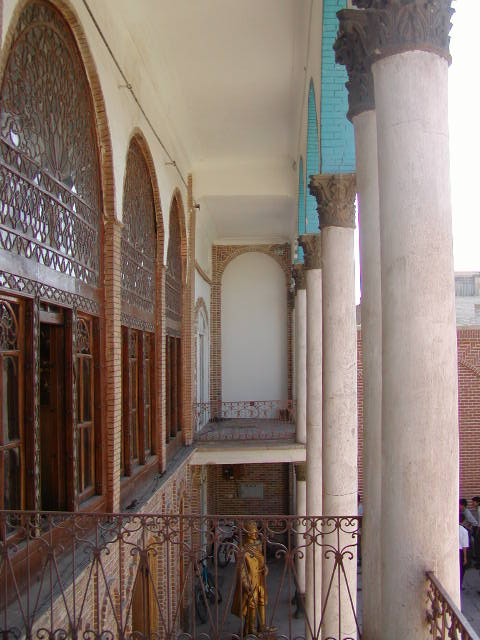
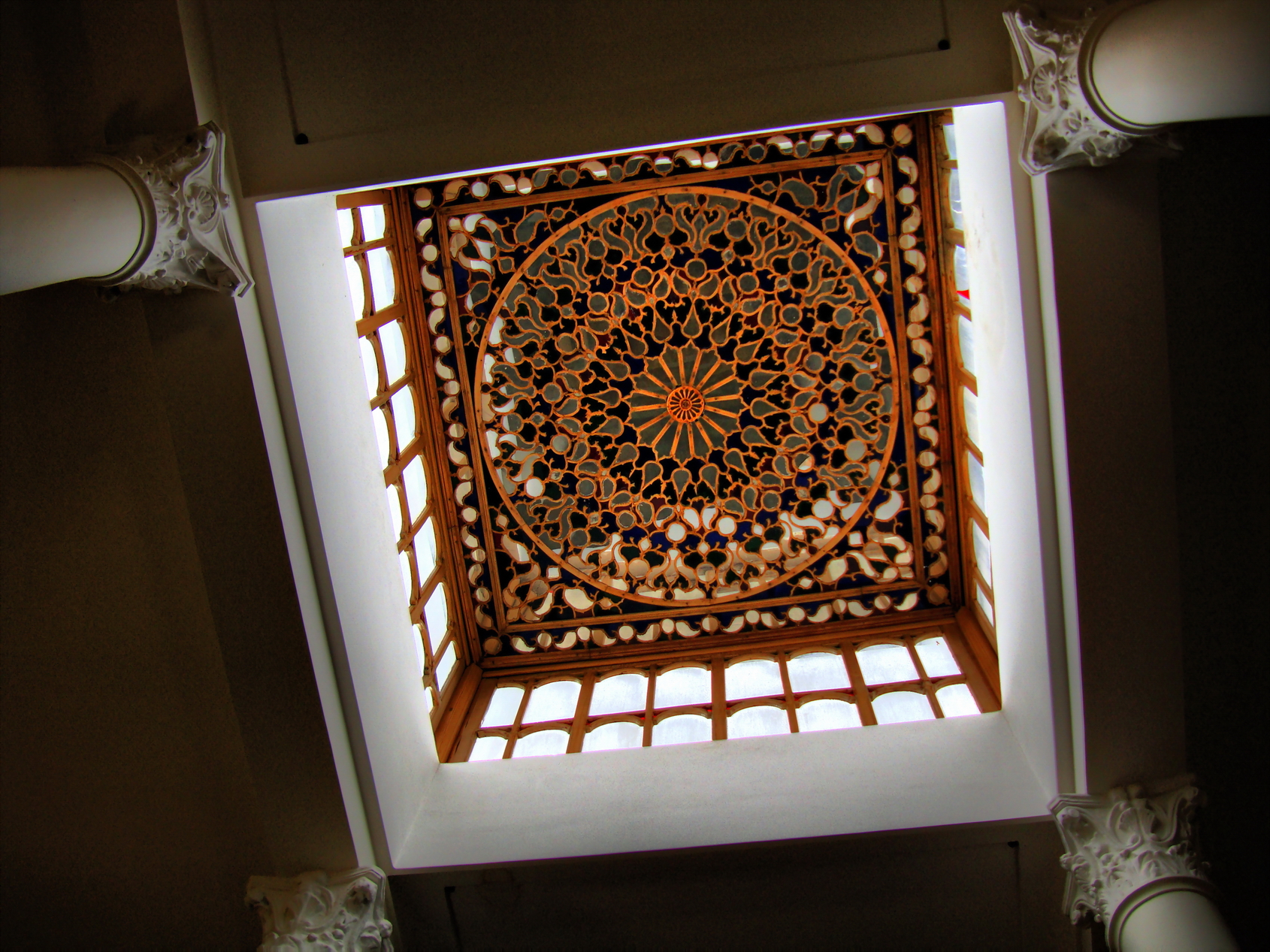
مجسمه حاج مهدی کوزه‌کنانی
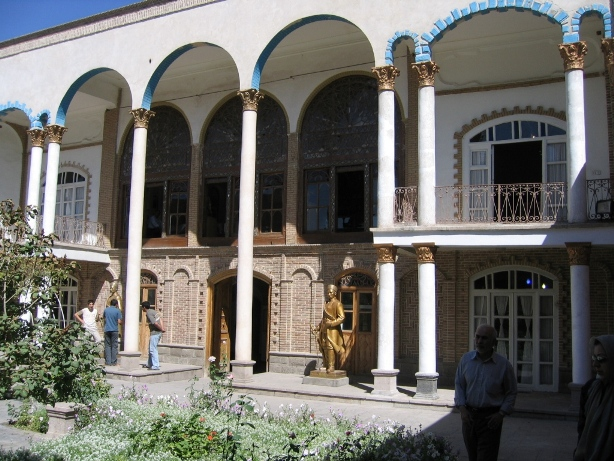

## پیوند به‌بیرون
- عکس‌های خانه مشروطه، تیشینه[پیوند مرده]